# Чивите, Мария
Мария Виктория Чивите Наваскуэс (баск. María Victoria Chivite Navascués; род. 5 июня 1978, Синтруэниго, Наварра, Испания) — испанский левый политик, генеральный секретарь Социалистической партии Наварры, региональной федерации ИСРП. Председатель правительства Наварры с 2019 года.

## Биография
Родилась 5 июня 1978 года в Синтруэниго, Наварра.
4 ноября 2014 года, в отсутствие других кандидатов, стала председателем Социалистической партии Наварры.
На конференции в августе 2017 года она объявила о «новой эре» PSN, которая «не будет защищать UPN», но будет бороться с «националистами». Поддерживает близкие отношения с лидером испанских социалистов Педро Санчесом.

## Критика
Баскские националисты обвиняют Чивите в борьбе с баскской идентичностью, которою она называет «националистической» и не раз заявляля, что Наварры никогда не будет националистической.
Чивите заявляет о разнообразии, но отказалась говорить по-баскски во время инвеститурной сессии.